# Georges Nasser
Pour les articles homonymes, voir Nasser (nom).
Georges Nasser (1927-2019) est un réalisateur libanais. Son film Ila Ayn (Vers l'inconnu) est le premier film présenté officiellement par le Liban au Festival de Cannes de 1957.

## Biographie
Après avoir terminé ses études dans sa ville natale de Tripoli, Nasser a déménagé en Californie pour suivre les cours de l'UCLA, devenant l'un des premiers cinéastes arabes à obtenir un diplôme en cinéma aux États-Unis.
Après avoir obtenu son diplôme de l'UCLA au milieu des années 1950, il est rentré au Liban pour réaliser son premier long métrage, Ila Ayn (1957), qui est devenu le premier film libanais à être présenté dans la sélection du Festival de Cannes. Après 60 ans, le film est à nouveau projeté dans sa version imprimée restaurée dans le cadre des événements Cannes Classics en 2017, après quoi Nasser, surnommé le « père du cinéma libanais », a été ovationné. Bien que sa carrière ait été interrompue par la Guerre civile libanaise, il a encadré une nouvelle génération de cinéastes libanais en tant qu'instructeur à l'Académie libanaise des beaux-arts.

## Filmographie
- 1957 : Vers l'inconnu ? (Ila Ayn)
- 1962 : Le Petit Étranger (Al gharib al saghir)
- 1975 : Il suffit d'un seul homme (Al Matloub Rajol Wahed)